# Kainska kiselina
Kainska kiselina je prirodna kiseline prisutna u nekim vrstama morske trave. Ona je specifičan agonist kainat receptora, koji je jedan od ionotrofic glutamat receptora. Kainska kiselina oponaša efekat glutamata. Zajedno sa kuiskualinskom kiselinom (engl. quisqualate) ona se koristi u eksperimentima za razlikovanje kainat receptora od drugih ionotropskih receptora glutamata: NMDA i AMPA.

## Otkriće
1953 kainska kiselina je originalno izolovana iz morske trave zvane "Kainin-sou" ili "Makuri" (Digenea simplex) u Japanu. "Kainin-sou" se koristi kao antiparazitik u Japanu.

## Primena
Kainska kiseline je potentan stimulant centralnog nervnog sistema, i bila je razvijena kao prototip neuro-ekcitatorna aminokiselina za indukciju epileptičkih napada kod eksperimentalnih životinja, sa tipičnom dozom od 10–30 mg/kg kod miševa. Kainska kiselina ima neuro-ekscitotoksični i epileptogenski efekat. Ona deluje kroz kainat receptore.

## Spoljašnje veze
- Kainat Receptori